# Energiemeter
Een energiemeter is een apparaat waarmee je het energiegebruik kunt registreren. Aangezien energie in de natuur verschillende verschijningsvormen heeft, zijn er ook verschillende soorten energiemeters. Aangezien energie opwekken geld kost, zien we energiemeters vaak op plaatsen waar "afgerekend" moet worden. Volgens het SI-eenhedenstelsel is de eenheid voor energie joule, maar in een aantal gevallen wordt hiervan afgeweken, veelal omdat dit historisch zo is gegroeid.

## Elektriciteit

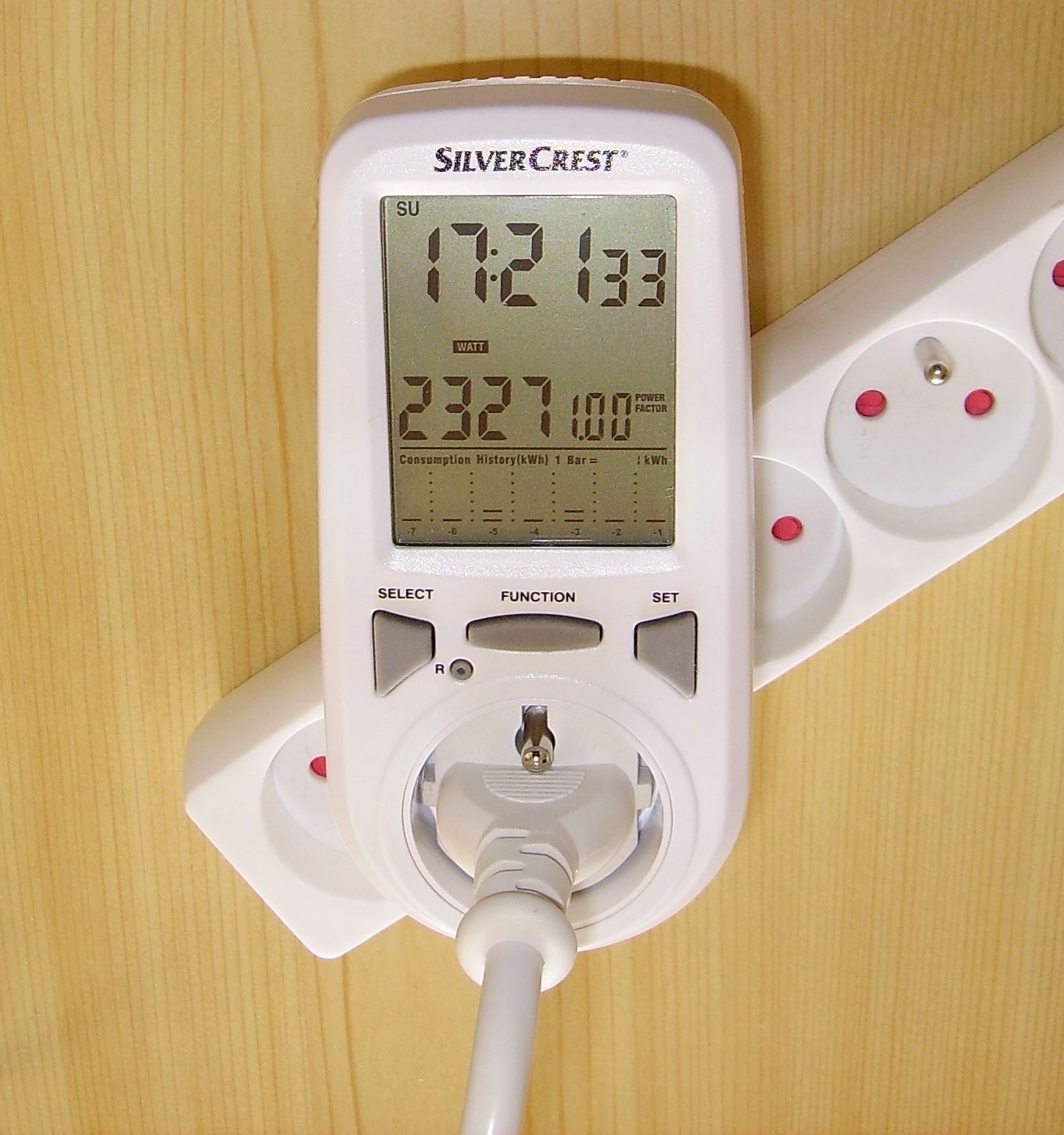
Energiemeter voor elektriciteit

De energiemeter wordt in het stopcontact gestoken, waarna de stekker van het elektrische apparaat in de energiemeter wordt gestoken. De energiemeter meet zo het verbruik in kilowattuur. Voor het registreren van het verbruik van het hele huishouden is in elk huis een kilowattuurmeter in de meterkast geplaatst.

## Gas
Bij gas wordt het geleverde volume (in kubieke meters) gemeten door de gasmeter. Tussen het volume en energie bestaat een directe relatie, de calorische waarde van het geleverde gas. De gasmeter meet dus niet direct de hoeveelheid geleverde energie.

## Warmte
Bij stads- of blokverwarming wordt een zogenaamde warmtemeter gebruikt. Dit is een klein buisje dat door middel van verkleuring aangeeft hoeveel warmte (energie) is verbruikt. Aangezien het verwarmen van een huis veel energie vergt en het aflezen van het metertje vaak eenmaal per stookseizoen gebeurt, is de meting nogal grof. Als eenheid gebruikt men dan ook gigajoules.

## Prepaid energiemeter
Een opkomend verschijnsel is de prepaid energiemeter. Deze houdt een saldo bij dat men kan aanvullen met een betaalkaart. Wanneer dit saldo verbruikt is, wordt automatisch de energie afgesloten, totdat het saldo weer is aangevuld. Deze meter vormt een voorzorg tegen te hoog oplopende kosten, wanbetalingen, en verrassingen achteraf met de jaarafrekening. In het Verenigd Koninkrijk kunnen energiemaatschappijen (op kosten van de afnemer) de prepaidmeter zelfs verplicht stellen bij personen met een betalingsachterstand en een voorgeschiedenis van betalingsachterstanden.

## Mechanisch
De moderne mens gaat steeds bewuster en gezonder leven. Hiervoor is een minimale dagelijkse inspanning (energie)  nodig. Om te controleren of voldoende inspanning is geleverd wordt steeds meer een stappenteller gebruikt. Naast het aantal stappen geeft de teller ook de verbruikte energie aan, meestal in kcal. Ook dit is een indirecte manier van energiemeten: via het aantal stappen wordt de afgelegde afstand berekend en via de afstand de geleverde energie.